# Anterus
Anterus (auch Anteros; † 3. Januar 236 in Rom) war von 235 bis 236 Bischof von Rom.

## Herkunft und Bedeutung
Sein Name ist eine Latinisierung des Namens Anteros, des griechischen Gottes der erwiderten Liebe. Dem Namen nach könnte Anterus griechischer Herkunft gewesen sein. Seine Lebensdaten sind zwar nicht geschichtlich belegt, das Pontifikat derweil schon. Anterus wurde nach siebentägiger Sedisvakanz am 21. November 235 gewählt und war Nachfolger von Pontianus, der zusammen mit dem Gegenpapst Hippolytus auf Befehl des Kaisers Maximinus Thrax nach Sardinien deportiert wurde.  Über die Ereignisse während des kurzen Pontifikats, das nur einige Wochen währte, ist nichts Zuverlässiges überliefert. Anterus gilt aber als der erste Amtsinhaber, dessen Wahl historisch gesichert ist. Die Quelle hierfür ist der Catalogus Liberianus, ein Verzeichnis der römischen Bischöfe von Petrus bis Liberius, enthalten im Chronograph von 354.
Nach dem um 530 entstandenen Liber Pontificalis, dessen Beschreibungen weitgehend unhistorisch sind, soll er der Sohn eines Romulus gewesen sein. Dort wird ihm auch eine Bischofsweihe in Fundi zugeschrieben. Dem Liber Pontificalis zufolge soll er Märtyrerakten gesammelt haben und dafür mit dem Tod bestraft worden sein. Der Tod als Märtyrer, der zu seiner Verehrung als Heiliger führte, ist historisch aber nicht belegbar. Er wurde als erstes Oberhaupt der römischen Kirche in der Calixtus-Katakombe in Rom bestattet; das Grab wurde 1854 wiederentdeckt. Seine Gedenktage sind der 3. Januar (katholisch) und der 5. August (orthodox).

## Ikonographie
In der Darstellung wird er mit einem Papstgewand ausgestattet, als Attribute werden ihm die Tiara und der Kreuzstab mit zwei oder drei Querbalken zugeordnet.